# Devčonka, s kotoroj ja družil
Devčonka, s kotoroj ja družil (Девчонка, с которой я дружил) è un film del 1961 diretto da Nikolaj Ivanovič Lebedev.